# Список министров по особым поручениям Германии
Федеральный министр по особым поручениям — так в Германии называют министров без портфеля, то есть министров, у которых нет определённого ведомства. Они назначаются по мере надобности. Поэтому несколько людей могут одновременно занимать этот пост или, наоборот, в какой-то период времени эта должность может отсутствовать вовсе. Так, например, с воссоединением обоих немецких государств от 3 октября 1990 сразу 5 министров ГДР одновременно являлись министрами по особым поручениям. Впрочем, они занимали должность только до января 1991 года. Кроме этого стоит отметить, что зачастую глава канцелярии федерального канцлера становится также министром по особым поручениям.
Данный список охватывает исторический период с 1953 года по настоящее время.

## Министры по особым поручениям Федеративной Республики Германии, 1953—1990

Герб ФРГ

| Имя                   | Дата вступления в должность | Дата снятия с должности | Партия | Комментарий                                                                                     |
| --------------------- | --------------------------- | ----------------------- | ------ | ----------------------------------------------------------------------------------------------- |
| Франц Йозеф Штраус    | 1953                        | 1955                    | ХСС    |                                                                                                 |
| Роберт Тилльманнс     | 1953                        | 1955                    | ХДС    | представлял кабинет в совете старейшин бундестага                                               |
| Вальдемар Крафт       | 1953                        | 1956                    | ОБ/СИБ | ответственный за ответственный управление водными ресурсами                                     |
| Герман Шефер          | 1953                        | 1956                    | СвДП   | ответственный за средний бизнес                                                                 |
| должность отсутствует | 1956                        | 1961                    |        |                                                                                                 |
| Генрих Кроне          | 1961                        | 1964                    | ХДС    | по вопросам Федерального совета по обороне (с 1964 председатель)                                |
| Людгер Вэстрик        | 1964                        | 1966                    | ХДС    | глава канцелярии                                                                                |
| должность отсутствует | 1966                        | 1969                    |        |                                                                                                 |
| Хорст Эмке            | 1969                        | 1972                    | СДПГ   | глава канцелярии                                                                                |
| Эгон Бар              | 1972                        | 1974                    | СДПГ   | министр в канцелярии                                                                            |
| Вернер Майхофер       | 1972                        | 1974                    | СвДП   | министр по делам вице-канцлера                                                                  |
| должность отсутствует | 1974                        | 1984                    |        |                                                                                                 |
| Вольфганг Шойбле      | 1984                        | 1989                    | ХДС    | глава канцелярии                                                                                |
| Рудольф Зайтерс       | 1989                        | 1990                    | ХДС    | глава канцелярии                                                                                |
| Ханс Кляйн            | 1989                        | 1990                    | ХСС    | пресс-атташе и глава управления пресс-службы и информационного офиса федерального правительства |

## Министры по особым поручениям Федеративной Республики Германия, 1990 —н.в.
| Имя                   | Дата вступления в должность | Дата снятия с должности | Партия                                 | Комментарий                                                                                     |
| --------------------- | --------------------------- | ----------------------- | -------------------------------------- | ----------------------------------------------------------------------------------------------- |
| Рудольф Зайтерс       | 1990                        | 1991                    | ХДС                                    | глава канцелярии                                                                                |
| Ханс Кляйн            | 1990                        | 1990                    | ХСС                                    | пресс-атташе и глава управления пресс-службы и информационного офиса федерального правительства |
| Лотар де Мезьер       | 1990                        | 1990                    | ХДС                                    | впоследствии объединения Германии                                                               |
| Сабина Бергман-Поль   | 1990                        | 1991                    | ХДС                                    | впоследствии объединения Германии                                                               |
| Гюнтер Краузе         | 1990                        | 1991                    | ХДС                                    | впоследствии объединения Германии                                                               |
| Райнер Ортлеб         | 1990                        | 1991                    | СвДП                                   | впоследствии объединения Германии                                                               |
| Хансйоахим Вальтер    | 1990                        | 1991                    | НСС                                    | впоследствии объединения Германии                                                               |
| Фридрих Боль          | 1991                        | 1998                    | ХДС                                    | глава канцелярии                                                                                |
| Бодо Хомбах           | 1998                        | 1999                    | СДПГ                                   | глава канцелярии                                                                                |
| должность отсутствует | 1999                        | 2005                    |                                        |                                                                                                 |
| Томас де Мезьер       | 2005                        | 2009                    | ХДС                                    | глава канцелярии                                                                                |
| Рональд Пофалла       | 2009                        | 2013                    | ХДС                                    | глава канцелярии                                                                                |
| Петер Альтмайер       | 2013                        | 2018                    | ХДС                                    | глава канцелярии                                                                                |
| Хельге Браун          | 2018                        | 2021                    | ХДС                                    | глава канцелярии                                                                                |
| Вольфганг Шмидт       | 2021                        | в должности             | Социал-демократическая партия Германии | глава канцелярии                                                                                |
| Карстен Шнайдер       | 2025                        | в должности             | Социал-демократическая партия Германии | глава канцелярии                                                                                |